# Zethus coriarius
Zethus coriarius är en stekelart som beskrevs av Fox 1899. Zethus coriarius ingår i släktet Zethus och familjen Eumenidae. Inga underarter finns listade i Catalogue of Life.